# Rola Cola
Rola Cola is een colamerk met uitsluitend natuurlijke ingrediënten. Het merk werd opgericht, ontwikkeld en ontworpen in 1979 door Carlo Dini van het bedrijf Dubuis & Rowsell en werd daarna geproduceerd door Silver Spring Mineral Water Co Ltd in het Verenigd Koninkrijk. Tegenwoordig zijn de productie en verkoop in handen van het Amerikaanse Millbrook Distribution Services.
Rola Cola werd bekend in het Verenigd Koninkrijk in de eerste jaren van de 21ste eeuw toen het door Peter Kay werd genoemd als goedkoop frisdrankmerk dat in de jaren 80 door ouders aan hun kinderen werd gegeven, die het daarmee vanzelfsprekend niet eens waren. Ook noemde hij het meerdere malen in zijn autobiografie uit 2006. Rola Cola werd in die tijd echter al lang niet meer verkocht.

3ES Cola · Afri-Cola · Alter Cola · Amrat Cola · Apotekarnes Cola · Arab Cola · Barr Cola · Beuk Cola · Big Cola · Boylan Cane Cola · Breizh Cola · Bubba Cola · C&C Cola · Campa Cola · Cat Cola · Chat Cola · Chek Cola · Chero-Cola · China Cola · Chtilà Cola · Classic Cola · Club Cola · Coca-Cola · Cola Turka · Cole Cold · Corsica Cola · Count Cola · Cricket Cola · Cuba Cola · Diet Rite Cola · Dixi Cola · Double Cola · El Ché Cola · Elsass Cola · Evoca Cola · Fada Cola · Faygo Cola · Feichang Cola · First Choice Cola · Freeway Cola · Frescolita · fritz-kola · Fruti Kola · Fukola Cola · Future Cola · Fuji-Cola · Herschi Cola · Highway Cola · Icy-Cola · Imazighen Cola · Inca Kola · Isaac Kola · Jolly Cola · Jolt Cola · Just Cola · KasKol · Kiri · Kitty Kola · Kofola · Kola Real · Kola Román · Kola Shaler · Kristal Kola · LA Ice Cola · Libella · Like Cola · Master Choice · Moxie · Mecca-Cola · Muslim Up · Odina · OK Cola · OpenCola · Parsi Cola · Pepsi Cola · Perú Cola · Polo-Cockta · Pop Cola · Pran Cola · Premium-Cola · President's Choice Cola · Qibla Cola · R.C. Cola · Raak Cola · Raak Kindercola · Red Kola · Reyna Kola · Ritchie Cola · River Cola · Rola Cola · Royal Crown Cola · Sam's Choice Cola · Salva Cola · Honey Saps Cola · Schweppes Cola · Shasta Cola · Sinalco Cola · Sugar Cane Cola · TaB Cola · Thums Up · Tropicola · tuKola · Ubuntu Cola · Ugarit Cola · Uludağ Cola · Virgin Cola · Vita Cola · Viva Cola · XL Cola · Zam Zam Cola · Zelal Cola · ZOOB Cola